# Джаясепутра, Адрианус
Адриа́нус Джаясепу́тра (индон. Adrianus Djajasepoetra SJ, 12.03.1894 г., Индонезия — 10.07.1979 г., Джакарта, Индонезия) — первый католический архиепископ Джакарты индонезийского происхождения. Руководил архиепархией Джакарты с 18 февраля 1953 года по 21 мая 1970 года, член монашеского ордена иезуитов.

## Биография
Адрианус Джаясепутра родился 12 марта 1894 года в Индонезии. После получения среднего образования вступил в монашеский орден иезуитов. 15 августа 1928 года был рукоположён в священника.
18 февраля 1953 года Римский папа Пий XII назначил Адрианус Джаясепутра апостольским викарием апостольского викариата Джакарты и титулярным епископом Тризипы. 23 апреля 1953 года он был рукоположён в епископа.
3 января 1961 года Святой Престол преобразовал апостольский викариат в архиепархию и Адрианус Джаясепутра стал архиепископом.
В 1961—1965 годах Адрианус Джаясепутра участвовал в работе I, II, II и IV сессиях II Ватиканского собора.
21 мая 1970 года Адрианус Джясепутра вышел на пенсию и Святой Престол назначил его титулярным епископом Волзиния.
10 июля 1979 года умер в Джакарте.